# كينغ هو
كينغ هو (بالصينية: 胡金銓) هو كاتب سيناريو ومخرج وممثل تايواني، ولد في 29 أبريل 1932 ببكين في الصين، وتوفي في 14 يناير 1997 بتايبيه في تايوان. من الجوائز التي نالها جائزة الحصان الذهبي لأفضل مخرج ‏ سنة 1979.

## جوائز
- جائزة الحصان الذهبي لأفضل مخرج [الإنجليزية]‏ (1979)

## وصلات خارجية
- كينغ هو على موقع IMDb (الإنجليزية)
- كينغ هو على موقع ألو سيني (الفرنسية)
- كينغ هو على موقع أول موفي (الإنجليزية)
- كينغ هو على موقع قاعدة بيانات الأفلام السويدية (السويدية)
- كينغ هو على موقع قاعدة بيانات الفيلم (الإنجليزية)
- كينغ هو على موقع كينوبويسك (الروسية)